# Прозоровский, Пётр Семёнович Большой
Князь Пётр Семёнович Прозоровский Большой (ок. 1621 — 1670) — стольник, рында, чашник, голова, воевода, наместник и дипломат во времена правления Михаила Фёдоровича и Алексея Михайловича.
Представитель княжеского рода Прозоровские. Второй сын воеводы и боярина, князя Семёна Васильевича Прозоровского (ок. 1586—1659). Братья — князья Иван Семёнович, Михаил Семёнович, Пётр Семёнович Меньшой и Александр Семёнович Прозоровские.

## Биография
В ноябре 1633 года послан от Государя в город Белой в Передовой полк окольничего и князя Прозоровского с золотыми и с жалованием.
В 1637 году упоминается в звании стольника, когда присутствовал при приёме литовского гонца. В том же году участвовал в перенесении из царских хором в Архангельский собор царевича Василия Михайловича. Дважды «дневал и ночевал» у гроба умершего царевича. В 1639-1641 годах первый и второй рында в белом платье на при представлении Государю польских, датских, турецких послов, посланников и гонцов.
В 1641, 1645 и 1646 годах служил в Туле в полку под командованием князя Якова Куденетовича Черкасского.
В 1644 году был одним из чашников, носивших питьё перед царём, во время обеда в Грановитой палате в честь датского принца Вальдемара. В 1643, 1655—1656 и 1659—1660 годах — рында в белом платье или рында с топором и в ферезях, при приёмах персидского и кумыцкого послов, грузинского царевича Николая Давидовича, послов германского императора, гонцов польского короля Яна Казимира, бранденбургского, шведского, венгерского, молдавского и имеретинского посланцев.
В 1648 году одним из поезжан на первой свадьбе царя Алексея Михайловича с Марией Ильиничной Милославской и ездил «со столом» от царя к голландскому послу Бургу.
В 1649 и 1650 годах служил воеводой в Чердыни и Соликамске.
В 1646, 1651—1656 и 1660—1661 годах во время царских обедов смотрел в «кривой» и «большой» столы, был у царского стола и «наряжал вина». В 1654—1656 и 1660 годах «потчевал» за царским столом обедами грузинского, касимовского и сибирских царевичей. В 1654 году был возницей у царя Алексея Михайловича во время богомольного «похода» в Саввин монастырь.
В 1654—1655 годах — голова у дворян в двух походах русской армии на Великое княжество Литовское. В июне 1655 года во время второго похода царь Алексей Михайлович назначил стольниками и воеводами ертаульного полка князей Петра Эльмурзина Черкасского и Петра Семёновича Прозоровского.

В ертаульном полку — стольники и воеводы князь Амурзин сын Черкасской, да стольник князь Пётр княж Семёнов сын Прозоровский.— ДПС V 370
В 1656-1659 годах воевода на Двине, где в 1656 году набрал 500 человек стрельцов и находился с ними на воеводстве в Холмогорах, где упомянут и в марте 1659 года.
В 1662 году упомянут тульским наместником и 13 февраля 1662 года князь Пётр Семёнович Прозоровский и Иван Афанасьевич Желябужский возглавили русское посольство, которое должно было отправиться в Англию. 13 марта они были «у руки» у государя, 30 мая вторично были вызваны к царю, а 3 июня выехали из Москвы. Официально послы были отправлены, чтобы поздравить от имени царя Алексея Михайловича английского короля Карла II Стюарта со вступлением на королевский трон и заявить о желании московского царя быть в братской дружбе с монархом Англии. Однако на самом деле они должны были попытаться получить заём от английского короля в 31000 ефимков. В Лондоне у Желябужского произошла ссора с англичанином Иваном Гебдоном, находившимся на русской службе, после которой Желябужский отправил в Москву донесение, что Гебдон мешает в осуществлению данной миссии
В Англии русские послы были встречены торжественно. Когда они плыли по р. Темзе, на всех кораблях стреляли из пушек, на улицах Лондона население приветствовало их громким криком, на первой встрече их принимали крупные королевские вельможи. Во время переговоров английские лорды заявили, что король возвращает царю ту денежную сумму, которую он получил от него во время своего изгнания. Однако английское правительство не предоставило русским послам денежного займа. На последней аудиенции король Карл II Стюарт заявил: «Я вседушно бы рад помочь любительному моему брату, да мочи моей нет, потому что я на королевстве внове, ничем не завёлся, казна моя в смутное время вся без остатку разорена, и ныне в большой скудости живу; а как Бог даст, на своих престолах укреплюсь и с казною сберусь, то буду рад и последнее делить с великим государем вашим». Англичане отзывались о И. А. Желябужском, как о человеке очень гордом, а о князя П. С. Прозорвоском, напротив, писали к своим соотечественникам в Москву, что «король и думные люди хвалят его за учтивость; что он у короля и вельмож в славе и чести высокой; что весь двор говорит про него все доброе». Возвратилось посольство в июле 1663 года в Архангельск.
В январе 1665 года в Москву прибыл голландский посланец Яков Борель, который попросил царя назначить комиссию для урегулирования взаимных торговых претензий. Царь Алексей Михайлович назначил членами комиссии А. Л. Ордын-Нащокина, князя П. С. Прозоровского и И. А. Прончищева.
В 1665 году первый судья в Московском судном приказе.
В 1665—1667 годах находился на воеводстве в Смоленске. Ему было поручено заниматься отправкой продовольствия в города Витебск и Полоцк, которые удерживались русскими гарнизонами, а также защищать соседний город Дорогобуж от нападений польско-литовских отрядов.
В декабре 1666 года присутствовал в Москве в Крестовой палате, где было объявлено решение Собора об отстранении Никона от патриаршего престола.
В июне 1668 года встречал патриарха Макария Антиохийского во время последней аудиенции у царя Алексея Михайловича. Через месяц он был назначен приставом при патриархе Паисии Александрийском. В конце июля и конце августа он ездил с именинными пирогами и с яствами из села Преображенское к патриархам Паисию Александрийскому и Иосафу Московскому. 28 июля провожал патриарха Паисия с праздника из Новодевичьего монастыря в Москву, а 1 августа, после крестного хода, ехал вместе с ним в карете из собора до его подворья.
В 1669 году сопровождал патриарха Паисия Александрийского из Москвы до Калуги.
В 1670 году стольник князь П. С. Большой Прозоровский скончался.

## Семья
Жена: княжна Мария Григорьевна, дочь князя Григория Васильевича Тюфякина.
- Князь Василий Петрович Прозоровский (ум. после 1687) — стольник (1664) и боярин (1682), бездетен.
- Князь Алексей Петрович Прозоровский (ум. 1705) — кравчий (1682—1690), боярин (1690) и воевода в Азове, на Двине и в Архангельске, бездетен.

## Критика
Дата смерти указана в Боярской книге (умер 7178/1670), но тем не менее, указанный год смерти князя Петра Семёновича Большого поставлен под сомнение, так как историк А.П. Барсуков приводит его дальнейшие службы — в 1668-1673 годах воевода в Терках, а в 1677 году воевода в Вязьме.